# Elda Neyis Mosquera
Elda Neyis Mosquera García (* ca. 1963), auch als Nelly Ávila Moreno oder unter ihrem Kampfnamen Karina bekannt, war von 1988 bis 2008 Mitglied der  kolumbianischen Rebellenorganisation FARC und avancierte zu einer Anführerin.
Sie war die einzige Frau in der Führungsebene der FARC und befehligte die Kampfeinheit Frente 47. Karinas Hauptaktionsgebiet erstreckte sich hauptsächlich über die drei Departamentos Chocó, Antioquia und Caldas. Sie wurde häufig verletzt und verlor ein Auge. 
Während ihres 20 Jahre andauernden Kampfes wurde sie der Entführung, des Mordes und des Aufstandes beschuldigt. Die Behörden lasteten ihrem Kommando mindestens fünf Massaker an der Zivilbevölkerung in der Region Urabá in den 1990er-Jahren an, als der heutige Präsident Uribe Gouverneur war. Ihr wurde von staatlicher Seite zudem die Ermordung des Vaters des amtierenden kolumbianischen Staatschefs Uribe zugeschrieben.
Auf sie wurde ein Kopfgeld in Höhe von einer Million US-Dollar ausgesetzt. Nachdem Präsident Álvaro Uribe ihre Sicherheit garantiert hatte, wurden zunächst zwei Wochen lang Verhandlungen geführt, bevor sie sich am 19. Mai 2008 zusammen mit ihren Leibwächtern den Behörden stellte. Sie wurde des Mordes, der Terrorismus und des Menschenraubes schuldig gesprochen und zu 33 Jahren Gefängnis verurteilt.
Der gegen sie erhobenen Anschuldigung, den Vater des amtierenden Präsidenten Álvaro Uribe 1983 entführt und ermordet zu haben, widersprach sie in einer Pressekonferenz. Sie habe mit der Sache nichts zu tun und auch keine Kenntnis über die wahren Täter. Sie würde vieler Taten bezichtigt, mit denen sie nichts zu tun habe, und sie sei nicht die blutrünstige Person, als die sie hingestellt werde. Sie sei des Krieges müde gewesen, der Druck der Regierungstruppen auf ihre Einheit hätte in letzter Zeit stark zugenommen. Ein weiterer Grund für ihre Desertion sei das Resozialisierungsprogramm der Regierung gewesen, welches für diejenigen angeboten wurde, die die Waffen niederlegen und ihr Leben ändern wollten. Außerdem wollte sie etwas für den Frieden tun. Sie rief ihre Kameraden dazu auf, es ihr gleichzutun. Sie wurde nur einen Monat nach ihrer Verurteilung zu 33 Jahren Gefängnis auf Bewährung freigelassen. 